# La Prairie (circonscription provinciale)
Pour les articles homonymes, voir La Prairie (homonymie).
Circonscription électorale provinciale du Canada
La Prairie est une circonscription électorale provinciale du Québec.

## Historique
Le district électoral de Laprairie a été créé une première fois en 1829 en tant que district électoral du Bas-Canada, détaché de Huntingdon. Lors de la création de l'Assemblée législative de la province du Canada, en 1841, il disparaît et son territoire est reversé dans Huntingdon. En 1853 une refonte des districts électoraux a lieu et Laprairie est recréé. Lors de la confédération de 1867, le district est considéré comme district provincial et il fait donc partie des 65 premières circonscriptions électorales du Québec.
En 1922, le district de Laprairie est fusionné avec celui de Napierville pour former Napierville-Laprairie. En 1972, la circonscription de Laprairie est recréée à partir de la partie nord de Napierville-Laprairie et la partie sud de Chambly,. En 1980 Laprairie est de nouveau modifiée, perdant la partie nord de son territoire au profit de la nouvelle circonscription de Laporte, mais s'agrandissant au sud en prenant une partie de Châteauguay. 
En 1988, le nom de la circonscription s'écrit désormais La Prairie, et ses limites changent encore. Un nouveau glissement vers le sud et l'ouest est constaté par le détachement de la partie nord (la ville de Brossard) pour former la nouvelle circonscription de La Pinière, et le gain de quelques municipalités prélevées de nouveau sur le territoire de Châteauguay au sud-ouest. En 2001 La Prairie est réduite en superficie quand la ville de Sainte-Catherine retourne dans Châteauguay, et en 2011 une autre réduction de territoire (causée par la densification rapide de la couronne Sud) se traduit par la création de la circonscription de Sanguinet dans l'ouest de La Prairie.

## Territoire et limites
La circonscription de La Prairie comprend les municipalités de Candiac, Delson, La Prairie et Saint-Philippe.

## Liste des députés

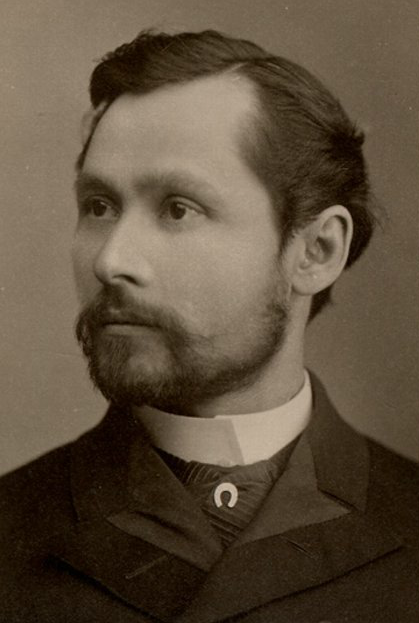
Georges Duhamel est député de La Prairie de 1890 à 1892 pour le Parti National

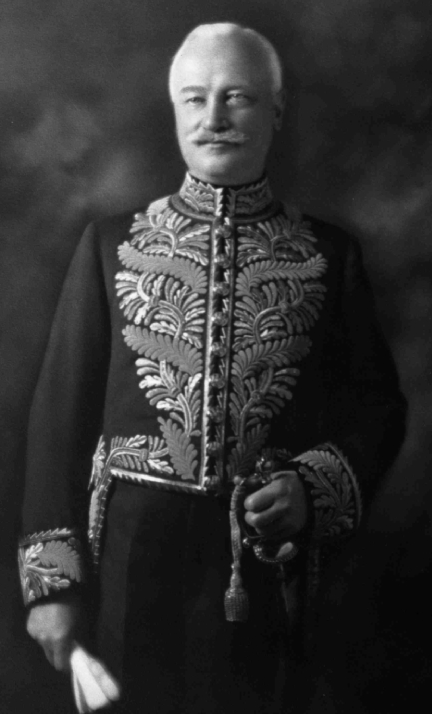
Esioff-Léon Patenaude est député de La Prarie de 1908 à 1912 pour le Parti conservateur du Québec

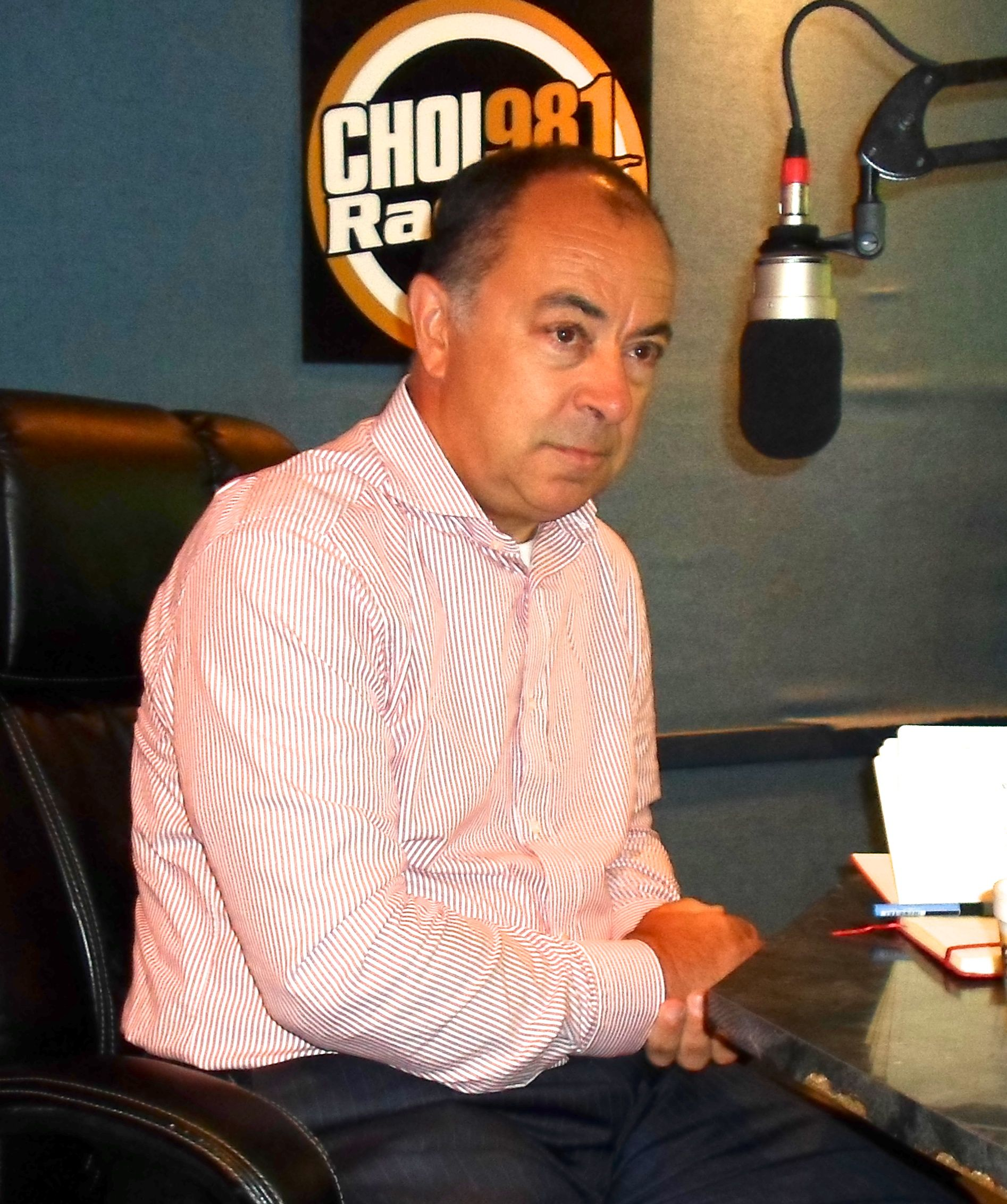
Christian Dubé est député depuis 2018 de La Prairie pour la Coalition Avenir Québec

|                                          | 1867 - 1871 | Césaire Thérien               | Conservateur        |
|                                          | 1871 - 1875 | Andrew Esinhart               | Conservateur        |
|                                          | 1875 - 1878 | Léon-Benoît-Alfred Charlebois | Conservateur        |
|                                          | 1878 -1881  | Léon-Benoît-Alfred Charlebois | Conservateur        |
|                                          | 1881 - 1886 | Léon-Benoît-Alfred Charlebois | Conservateur        |
|                                          | 1886 - 1887 | Léon-Benoît-Alfred Charlebois | Conservateur        |
|                                          | 1887 - 1889 | Odilon Goyette                | National            |
|                                          | 1889 - 1890 | Odilon Goyette                | National            |
|                                          | 1890 - 1892 | Georges Duhamel               | National            |
|                                          | 1892 - 1897 | Cyrille Doyon                 | Conservateur        |
|                                          | 1897 - 1900 | Côme-Séraphin Cherrier        | Libéral             |
|                                          | 1900 - 1904 | Côme-Séraphin Cherrier        | Libéral             |
|                                          | 1904 - 1908 | Côme-Séraphin Cherrier        | Libéral             |
|                                          | 1908 - 1912 | Ésioff-Léon Patenaude         | Conservateur        |
|                                          | 1912 - 1915 | Ésioff-Léon Patenaude         | Conservateur        |
|                                          | 1916 - 1919 | Wilfrid Cédilot               | Libéral             |
|                                          | 1919 - 1923 | Wilfrid Cédilot               | Libéral             |
| 1923 - 1973 : voir Napierville-Laprairie |             |                               |                     |
|                                          | 1973 - 1976 | Paul Berthiaume               | Libéral             |
|                                          | 1976 - 1981 | Gilles Michaud                | Parti québécois     |
|                                          | 1981 - 1985 | Jean-Pierre Saintonge         | Libéral             |
|                                          | 1985 - 1989 | Jean-Pierre Saintonge         | Libéral             |
|                                          | 1989 - 1994 | Denis Lazure                  | Parti québécois     |
|                                          | 1994 - 1996 | Denis Lazure                  | Parti québécois     |
|                                          | 1996 - 1998 | Monique Simard                | Parti québécois     |
|                                          | 1998 - 2003 | Serge Geoffrion               | Parti québécois     |
|                                          | 2003 - 2007 | Jean Dubuc                    | Libéral             |
|                                          | 2007 - 2008 | Monique Roy Verville          | Action démocratique |
|                                          | 2008 - 2012 | François Rebello              | Parti québécois     |
|                                          | 2008 - 2012 | François Rebello              | Coalition avenir    |
|                                          | 2012 - 2014 | Stéphane Le Bouyonnec         |                     |
|                                          | 2014 - 2018 | Richard Merlini               | Libéral             |
|                                          | 2018 - 2022 | Christian Dubé                | Coalition avenir    |
|                                          | 2022 - ...  | Christian Dubé                | Coalition avenir    |

## Résultats électoraux

### Évolution pour les principaux partis
| |
| - Parti libéral - Parti québécois - Union nationale (ancien) - Crédit social (ancien) - Parti vert (ancien) - Action démocratique (ancien) - Québec solidaire - Coalition avenir - Parti conservateur |

### Résultats détaillés
|                                                                                               | Nom                      | Parti              | Nombre de voix | %      | Maj.   |
| --------------------------------------------------------------------------------------------- | ------------------------ | ------------------ | -------------- | ------ | ------ |
|                                                                                               | Christian Dubé (sortant) | Coalition avenir   | 18 229         | 52,7 % | 13 438 |
|                                                                                               | Julie Guertin            | Libéral            | 4 791          | 13,9 % | -      |
|                                                                                               | Pierre-Marc Allaire-Daly | Québec solidaire   | 4 531          | 13,1 % | -      |
|                                                                                               | Sarah Joly-Simard        | Parti québécois    | 3 950          | 11,4 % | -      |
|                                                                                               | Marie Pelletier          | Conservateur       | 2 751          | 8 %    | -      |
|                                                                                               | Barbara Joannette        | Climat Québec      | 281            | 0,8 %  | -      |
|                                                                                               | Normand Chouinard        | Marxiste-léniniste | 50             | 0,1 %  | -      |
| Total                                                                                         | Total                    | Total              | 34 583         | 100 %  |        |
| Le taux de participation lors de l'élection était de 72,5 % et 330 bulletins ont été rejetés. |                          |                    |                |        |        |

|                                                                                               | Nom                       | Parti              | Nombre de voix | %      | Maj.  |
| --------------------------------------------------------------------------------------------- | ------------------------- | ------------------ | -------------- | ------ | ----- |
|                                                                                               | Christian Dubé            | Coalition avenir   | 14 511         | 43,1 % | 6 442 |
|                                                                                               | Richard Merlini (sortant) | Libéral            | 8 069          | 24 %   | -     |
|                                                                                               | Cathy Lepage              | Parti québécois    | 5 290          | 15,7 % | -     |
|                                                                                               | Daniel Blouin             | Québec solidaire   | 4 362          | 13 %   | -     |
|                                                                                               | Alexandre Caron           | Vert               | 694            | 2,1 %  | -     |
|                                                                                               | Alain Desmarais           | Conservateur       | 379            | 1,1 %  | -     |
|                                                                                               | Boukare Tall              | NPD Québec         | 222            | 0,7 %  | -     |
|                                                                                               | Liana Minato              | Parti 51           | 66             | 0,2 %  | -     |
|                                                                                               | Normand Chouinard         | Marxiste-léniniste | 41             | 0,1 %  | -     |
| Total                                                                                         | Total                     | Total              | 33 634         | 100 %  |       |
| Le taux de participation lors de l'élection était de 74,8 % et 549 bulletins ont été rejetés. |                           |                    |                |        |       |

|                                                                                               | Nom                             | Parti              | Nombre de voix | %      | Maj. |
| --------------------------------------------------------------------------------------------- | ------------------------------- | ------------------ | -------------- | ------ | ---- |
|                                                                                               | Richard Merlini                 | Libéral            | 11 110         | 34 %   | 435  |
|                                                                                               | Stéphane Le Bouyonnec (sortant) | Coalition avenir   | 10 675         | 32,6 % | -    |
|                                                                                               | Pierre Langlois                 | Parti québécois    | 8 591          | 26,3 % | -    |
|                                                                                               | Marilou André                   | Québec solidaire   | 1 938          | 5,9 %  | -    |
|                                                                                               | Jean-Pierre Gouin               | Option nationale   | 162            | 0,5 %  | -    |
|                                                                                               | Guy L'Heureux                   | Conservateur       | 162            | 0,5 %  | -    |
|                                                                                               | Normand Chouinard               | Marxiste-léniniste | 85             | 0,3 %  | -    |
| Total                                                                                         | Total                           | Total              | 32 723         | 100 %  |      |
| Le taux de participation lors de l'élection était de 78,3 % et 478 bulletins ont été rejetés. |                                 |                    |                |        |      |

|                                                                                               | Nom                    | Parti                  | Nombre de voix | %      | Maj. |
| --------------------------------------------------------------------------------------------- | ---------------------- | ---------------------- | -------------- | ------ | ---- |
|                                                                                               | Stéphane Le Bouyonnec  | Coalition avenir       | 11 100         | 32,7 % | 77   |
|                                                                                               | Pierre Langlois        | Parti québécois        | 11 023         | 32,4 % | -    |
|                                                                                               | Lucie F. Roussel       | Libéral                | 9 336          | 27,5 % | -    |
|                                                                                               | Yohan Perron           | Québec solidaire       | 1 194          | 3,5 %  | -    |
|                                                                                               | Jean-Pierre Gouin      | Option nationale       | 473            | 1,4 %  | -    |
|                                                                                               | Kevin Murphy           | Vert                   | 469            | 1,4 %  | -    |
|                                                                                               | Adrian Ahsly Gutierrez | Coalition constituante | 178            | 0,5 %  | -    |
|                                                                                               | Monique Roy-Verville   | Conservateur           | 173            | 0,5 %  | -    |
|                                                                                               | Normand Chouinard      | Marxiste-léniniste     | 48             | 0,1 %  | -    |
| Total                                                                                         | Total                  | Total                  | 33 994         | 100 %  |      |
| Le taux de participation lors de l'élection était de 82,5 % et 413 bulletins ont été rejetés. |                        |                        |                |        |      |

|  | Référendum                     | % du OUI | % du NON | Taux de participation |
|  | Référendum de 1980             | 34,50 %  | 65,50 %  | 89,18 %               |
|  | Accord de Charlottetown (1992) | 32,61 %  | 67,39 %  | 87,36 %               |
|  | Référendum de 1995             | 60,05 %  | 39,95 %  | 95,65 %               |